# Люк Рокхолд
Люк Ро́кхолд (англ. Luke Rockhold; 17 жовтня 1984, Санта-Крус, Каліфорнія, США) — американський спортсмен; борець бразильського дзюдзюцу і спеціаліст зі змішаних бойових мистецтв. Чемпіон світу зі змішаних бойових мистецтв у середній ваговій категорії за версією Strikeforce (2011 — 2012 роки).

## Біографія
Люк Рокхолд народився 17 жовтня 1984 року в містечку Санта-Крус, штат Каліфорнія, США. Родина Рокхолдів була орієнтована на професійний спорт: батько Люка, Стів Рокхолд, був професійним баскетболістом, гравцем команди «Golden State Warriors»; брат, Метт Рокхолд, був професійним серфером. Малий Люк вивчав дзюдо з 6 до 10 років, у шкільні часи займався американською боротьбою та бразильським дзюдзюцу. У зрілішому віці брав участь у змаганнях з греплінгу (займав призові місця на чемпіонатах IBJJF). Навчання у коледжі залишив. По досягненню повноліття почав займатись змішаними бойовими мистецтвами.

### Професійна кар'єра
На професійному рівні у змішаних бойових мистецтвах дебютував у 2007 році, виступивши двічі на турнірах місцевого значення, де здобув швидку перемогу больовим прийомом і зазнав такої ж швидкої поразки технічним нокаутом. У 2008 році підписав контракт на виступи у чемпіонаті Strikeforce, де бився у серії претендентів, а також у головних турнірах. Здобув шість перемог поспіль у першому раунді: п'ятьох опонентів переміг підкоренням (чотири удушення зі спини, одна здача під ударами), а одного — нокаутом (удари коліньми в корпус). Після такої серії перемог йому було гарантовано вихід на титульний бій, але Рокхолда переслідували травми, через які він пробув без виступів півтора року. Повернення в клітку відбулося восени 2011 року, коли Люк вийшов на титульний бій проти діючого чемпіона світу зі змішаних єдиноборств, багаторазового чемпіона світу з бразильського дзюдзюцу та греплінгу Роналду Сози. У напруженому протистоянні Рокхолд виборов титул чемпіона, перемігши Созу за одностайним рішенням суддів. На початку 2012 року він захистив завойований титул у короткому бою з ветераном Кітом Джардіном, якого нокаутував у першому раунді; в липні того ж року Рокхолд захистив титул вдруге, здолавши Тіма Кеннеді рішенням суддів.
У 2013 році Рокхолд дебютував у чемпіонаті UFC, де у першому ж бою програв ветерану організації, екс-чемпіонові світу Вітору Белфорту, нокаутом від зворотного кругового удару ногою в голову. На початку 2014 року Люк реабілітувався швидкою перемогою нокаутом над Константіносом Філіппу, здолавши того круговим ударом ноги в область печінки.
30 серпня 2019 року Люк Рокхолд поборов бика на родео: спортсмен схопив тварину за шию і зумів її повалити.

## Статистика в змішаних бойових мистецтвах
| Результат | Противник            | Спосіб                               | Раунд | Час  | Дата              | Місце                    | Подія                                             | Примітки                                              |
| --------- | -------------------- | ------------------------------------ | ----- | ---- | ----------------- | ------------------------ | ------------------------------------------------- | ----------------------------------------------------- |
| Поразка   | Ян Блахович          | Нокаут (удари кулаками)              | 2     | 1:39 | 6 липня 2019      | Лас-Вегас, США           | UFC 239                                           |                                                       |
| Поразка   | Йоель Ромеро         | Нокаут (удари кулаками)              | 3     | 1:48 | 10 лютого 2018    | Перт, Австралія          | UFC 221                                           |                                                       |
| Перемога  | Девід Бренч          |                                      | 2     | 4:05 | 16 вересня 2017   |                          | UFC Fight Night 116                               |                                                       |
| Поразка   | Майкл Біспінг        |                                      | 1     | 3:36 | 4 червня 2016     |                          | UFC 199                                           |                                                       |
| Перемога  | Кріс Вайдмен         |                                      | 4     | 3:12 | 12 грудня 2015    |                          | UFC 194                                           |                                                       |
| Перемога  | Ліото Мачіда         |                                      | 2     | 2:31 | 18 квітня 2015    |                          | UFC on Fox 15                                     |                                                       |
| Перемога  | Майкл Біспінг        |                                      | 2     | 0:57 | 7 листопада 2014  |                          | UFC Fight Night 55                                |                                                       |
| Перемога  | Тім Боуч             |                                      | 1     | 2:08 | 26 квітня 2014    |                          | UFC 172                                           |                                                       |
| Перемога  | Константінос Філіппу | Нокаут (удар ногою)                  | 1     | 2:31 | 15 січня 2014     | Дулут, США               | «UFC Fight Night 35»                              |                                                       |
| Поразка   | Вітор Белфорт        | Нокаут (удар ногою і удари кулаками) | 1     | 2:32 | 18 травня 2013    | Жараґуа-ду-Сул, Бразилія | «UFC on FX 8»                                     |                                                       |
| Перемога  | Тім Кеннеді          | Рішення суддів (одностайне)          | 5     | 5:00 | 14 липня 2012     | Портленд, США            | «Strikeforce: Rockhold vs. Kennedy»               | Захистив титул чемпіона у середній ваговій категорії. |
| Перемога  | Кіт Джардін          | Технічний нокаут (удари кулаками)    | 1     | 4:26 | 7 січня 2012      | Лас-Вегас, США           | «Strikeforce: Rockhold vs. Jardine»               | Захистив титул чемпіона у середній ваговій категорії. |
| Перемога  | Роналду Соза         | Рішення суддів (одностайне)          | 5     | 5:00 | 10 вересня 2011   | Цинциннаті, США          | «Strikeforce: Barnett vs. Kharitonov»             | Виграв титул чемпіона у середній ваговій категорії.   |
| Перемога  | Пол Бредлі           | Технічний нокаут (удари коліньми)    | 1     | 2:24 | 26 лютого 2010    | Сан-Хосе, США            | «Strikeforce Challengers: Kaufman vs. Hashi»      |                                                       |
| Перемога  | Джессі Тейлор        | Підкорення (удушення руками)         | 1     | 3:42 | 6 листопада 2009  | Фресно, США              | «Strikeforce Challengers: Gurgel vs. Evangelista» |                                                       |
| Перемога  | Корі Девела          | Підкорення (удушення руками)         | 1     | 0:30 | 19 червня 2009    | Кент, США                | «Strikeforce Challengers: Villasenor vs. Cyborg»  |                                                       |
| Перемога  | Бак Мередіт          | Підкорення (удушення руками)         | 1     | 4:07 | 11 квітня 2009    | Сан-Хосе, США            | «Strikeforce: Shamrock vs. Diaz»                  |                                                       |
| Перемога  | Нік Теотікос         | Підкорення (удушення руками)         | 1     | 3:06 | 21 листопада 2008 | Сан-Хосе, США            | «Strikeforce: Destruction»                        |                                                       |
| Перемога  | Джош Ніл             | Підкорення (удари кулаками)          | 1     | 1:49 | 1 лютого 2008     | Сан-Хосе, США            | «Strikeforce: Young Guns II»                      |                                                       |
| Поразка   | Тоні Рубалкава       | Технічний нокаут (удари кулаками)    | 1     | 2:46 | 6 листопада 2007  | Фріент, США              | «Melee on the Mountain»                           |                                                       |
| Перемога  | Майк Мартінес        | Підкорення (больовий прийом на руку) | 1     | 2:44 | 24 липня 2007     | Фріент, США              | «Melee on the Mountain»                           |                                                       |